# Fan (chanson)
Pour les articles homonymes, voir Fan.
Singles de Pascal Obispo
Millésime
(2002) Zinédine
(2003)
Fan est une chanson écrite par Lionel Florence, composée et interprétée par Pascal Obispo, sortie en single en 2003. Elle figure dans le double album Studio Fan - Live Fan qui sort en juin 2004.

## Historique
Le titre est un hommage à la façon de chanter de Michel Polnareff qui a inspiré Obispo à ses débuts. Les paroles ont été écrites par Lionel Florence. La tournée qui s'ensuit est également fortement inspirée du chanteur. Cela déplaît à Polnareff qui envisage un procès pour plagiat et tourne le dos à Obispo.
La chanson se classe en tête des ventes en France et en Belgique, et 15e en Suisse.
Le single est sorti avec dix visuels différents. Sur les pochettes en éditions limitées, le chanteur est déguisé en différents artistes : Freddie Mercury, Robert De Niro, Elvis Presley, Michel Polnareff, Marilyn Monroe, Angus Young, Gene Simmons, JoeyStarr.

## Liste des titres
1. Fan 4:30
2. L'Amour avec toi 2:32 (reprise de Michel Polnareff)
3. Fan (le clip vidéo)

## Classements hebdomadaires
| Classements (2003)                      | Meilleure position |
| --------------------------------------- | ------------------ |
| Belgique (Wallonie Ultratop 50 Singles) | 1                  |
| France (SNEP)                           | 1                  |
| Suisse (Schweizer Hitparade)            | 15                 |

## Certifications
| Pays           | Certifications |
| -------------- | -------------- |
| Belgique (BEA) | Or             |
| France (SNEP)  | Or             |